# Kitasato

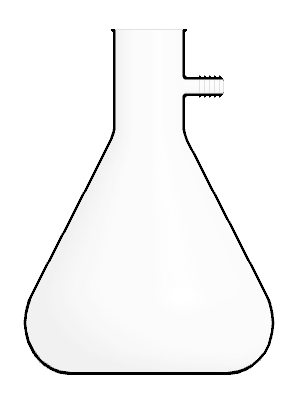
Frasco Kitasato.

O balão Kitasato, frasco Kitasato ou mais simplesmente Kitasato (do jap. 北里) é um tipo de vidraria de laboratório. É normalmente usado junto com o funil de Büchner em filtrações (sob sucção) a vácuo. Seu formato é bastante similar ao frasco de Erlenmeyer, porém é mais espesso e possui um orifício em sua lateral.
Geralmente usado para verificar a presença de umidade em gases. O gás a ser filtrado é injetado dentro da câmara do Kitasato através de uma mangueira de teflon (a passagem superior deve ser fechada com uma rolha) e uma segunda mangueira é colocada na saída lateral do recipiente. Esta peça deve o seu nome ao seu inventor, Shibasaburō Kitasato, bacteriologista japonês (1852-1931).